# Solna kontrakt
Solna kontrakt är ett kontrakt i Stockholms stift inom Svenska kyrkan.
Kontraktskoden är 1315. 
Kontraktets församlingar verkar i Solna, Sundbybergs, Danderyds och Lidingö kommuner.

## Administrativ historik
Kontraktet bildades 1995 av församlingar som ingått i Roslags kontrakt
- Solna församling
- Danderyds församling
- Sundbybergs församling

2013 tillfördes Lidingö församling från Östermalms-Lidingö kontrakt

## Kontraktsprostar
| Ämbetstid | Namn             | Levnadstid | Kommentarer |
| --------- | ---------------- | ---------- | ----------- |
| 2018      | Staffan Hellgren |            | [ 1 ]       |